# WHL 1957/58
Die Saison 1957/58 war die sechste reguläre Saison der Western Hockey League (WHL). Meister wurden die Vancouver Canucks.

## Reguläre Saison

### Abschlusstabellen

#### Coast Division
Abkürzungen: GP = Spiele, W = Siege, L = Niederlagen, T = Unentschieden, GF = Erzielte Tore, GA = Gegentore, Pts = Punkte
|                        | GP | W  | L  | T | GF  | GA  | Pts |
| ---------------------- | -- | -- | -- | - | --- | --- | --- |
| Vancouver Canucks      | 70 | 44 | 21 | 5 | 238 | 174 | 93  |
| New Westminster Royals | 70 | 39 | 28 | 3 | 254 | 224 | 81  |
| Seattle Americans      | 70 | 32 | 32 | 6 | 244 | 231 | 70  |
| Victoria Cougars       | 70 | 18 | 50 | 2 | 226 | 313 | 38  |

#### Prairie Division
Abkürzungen: GP = Spiele, W = Siege, L = Niederlagen, T = Unentschieden, GF = Erzielte Tore, GA = Gegentore, Pts = Punkte
|                                  | GP | W  | L  | T | GF  | GA  | Pts |
| -------------------------------- | -- | -- | -- | - | --- | --- | --- |
| Winnipeg Warriors                | 70 | 39 | 26 | 5 | 262 | 211 | 83  |
| Edmonton Flyers                  | 70 | 38 | 28 | 4 | 264 | 225 | 80  |
| Calgary Stampeders               | 70 | 30 | 35 | 5 | 222 | 223 | 65  |
| Saskatoon Regals/St. Paul Saints | 70 | 25 | 45 | 0 | 214 | 323 | 50  |